# Yankee Hill (California)
Yankee Hill es un lugar designado por el censo ubicado en el condado de Butte en el estado estadounidense de California. En el año 2010 tenía una población de 333 habitantes.

## Geografía
Yankee Hill se encuentra ubicado en las coordenadas 39°42′32.4″N 121°31′15.6″O / 39.709000, -121.521000.